# رابطة المعماريين المعاصرين

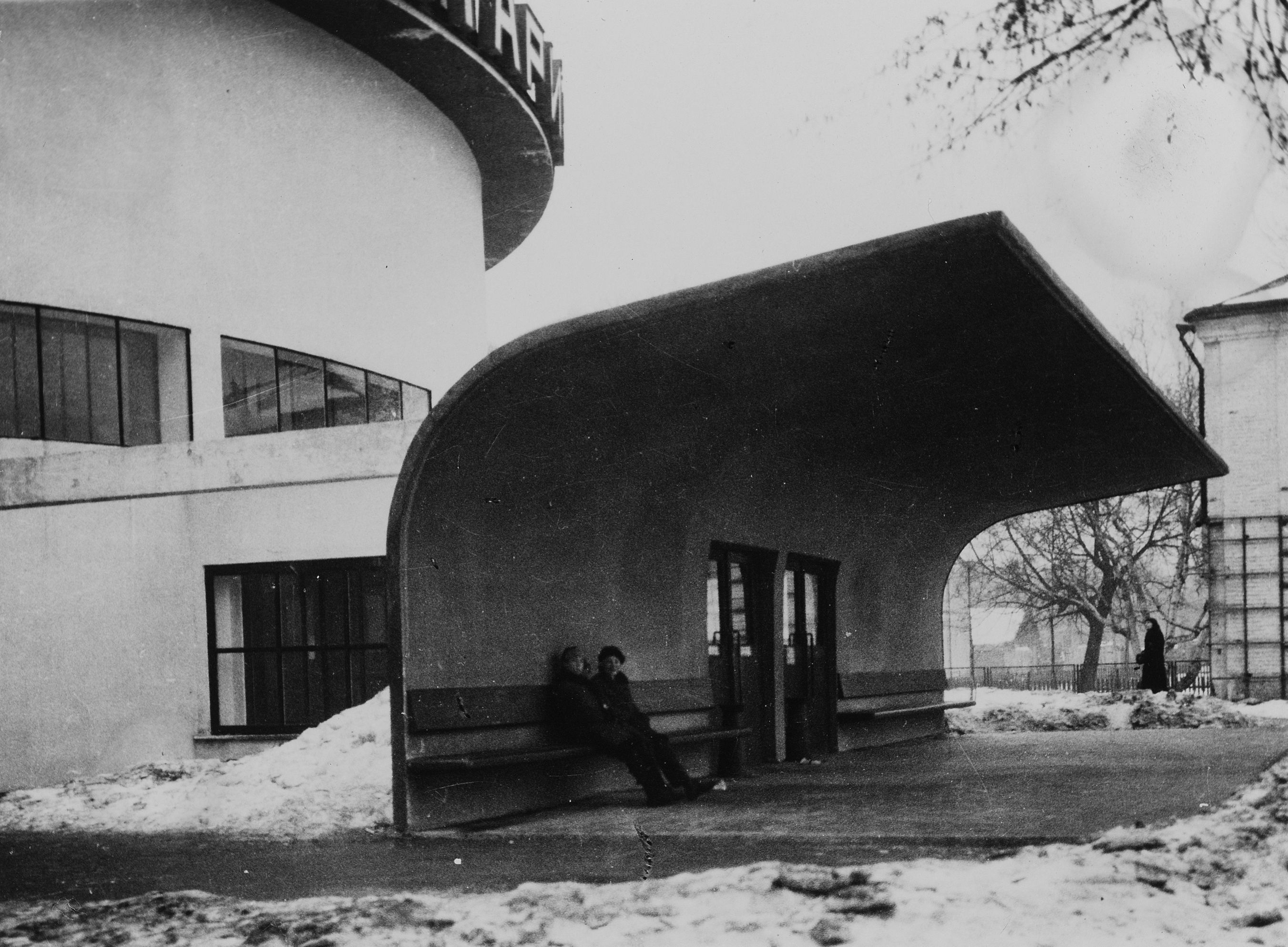
القبة الفلكية (بلانتيريوم)، موسكو 1929

مجموعة المعماريين المعاصرين (بالروسية: Объединение современных архитекторов اختصارا OCA ؛ بالإنجليزية: Organization of Contemporary Architects اختصارا OSA) حركة معمارية ظهرت في الاتحاد السوفيتي في عام 1923، عبر مشروع "Glass office" للأخوة فزنين في برافدا. وهي تنتمي إلى العمارة البنائية الروسية.

## تاريخ
لقد أصدرت الرابطة مجلة "CA" للعمارة المعاصرة. أدى هذا إلى أن ينضم إلى الرابطة معماريون مثل ميخائيل بارش، واندريه بوروف، وإيفان ليويندوف، وغيورغي اورلوف، وإيفان نيكولايف، وغيرهم من الذين أثروا بتيار البنائية عبر تصاميم معبرة عُدت من كنوز العمارة العالمية في حينها.
ومن خلال النشاط التصميمي التطبيقي، تشكلت المبادئ الإبداعية للتيار البنائي، لاسيما عندما نظم في أوائل العشرينيات مسابقات معمارية عديدة لتصميم مباني عامة كبرى. وحازت مشاريع الأخوة فزنين المشاركين الدائميين في تلك المباريات على شهرة واسعة ومنها «قصر العمل» في موسكو 1923، وكذلك مشروع «بيت اركاس» 1929، ومبنى جردية لنينغراد سكايا برافدا 1924، وغيرها.
لقد تم إدماج هذه الرابطة في عام 1925 مع أحد المدارس الفنية الروسية آنذاك، وهي "Vkhutemas"، والتي أسسها ألكسندر فزنين. كان لهذه المجموعة أهداف مشتركة بينها وبين النظرية الوظيفية الألمانية، مثل مشاريع الإسكان للمعماري Ernst May وغيرها. ويعتبر مبنى القبة الفلكية Planetarium في موسكو للمعماريين ميخائيل بارش وميخائيل سينيا فسكي 1927 - 1929 من أوائل المنشآت البنائية ذات الاتجاه التركيبي الفضائي.

## وصلات خارجية
- عمارة الثورة: مناقشة مجموعة المعماريين المعاصرين واللاحضريين والمؤتمر الدولي للعمارة
- العمارة البنائية
- Europeana Awareness (2012-2014)
- المعماريين المعاصرين
- متحف الفن الحديث في نيويورك
- The Avat-gardes in Holland and Russia